# Arzerunis
Els Arzerunis (armeni: Արծրունիներ, Artsruniner; llatí: Arzerunii) van ser una família noble (nakharark) d'Armènia que va governar diversos territoris, i principalment des del segle viii Baspracània, territori on van portar el títol de reis entre l'any 908 i el 1021.

## Origen
Duien el títol hereditari d'Ardzuvuní, equivalent a 'porta-àligues'. Els prínceps Arzerunis eren una dinastia Oròntida que va ser establerta pels reis Artàxides d'Armènia a la frontera de Mèdia encara que posteriorment van proclamar que eren descendents de Senaquerib d'Assíria, segons l'historiador armeni Moisès de Khorèn. A més de l'estat d'Albag, amb el principal castell d'Hadamakert, a la vall alta del Zabus (Zab), els Arzerunis semblen haver exercit abans del 371, també el Vitaxat d'Adiabene. Poc després de l'abolició de la monarquia arsàcida el 428, van adquirir el principat de Mardpetakan lligat al càrrec de gran camarlenc. El seu ancestre llegendari es deia Sanasar. Els prínceps Arzerunis eren els encarregats, dins de la cort armènia, de portar les insígnies reials del regne.

## Influència
Després del 340 Zora Reixtuní, en protesta pel tracte que el rei donava a l'església, es va revoltar contra Tigranes VII d'Armènia. Els Arzerunis, dirigits per Vasé, es van unir a la revolta. Tigranes va atacar Zora al Timoriq (província de Kordjaiq o Corduena) i Vasé, abandonat pels seus soldats, es va rendir. Tigranes va ordenar l'extermini de les famílies Reixtuní i Arzerunis dels que només es van salvar dos membres, Tadjat Reixtuní (nebot de Zora) i Savaspes Arzeruni, que van ser protegits per Vardan i Vasaces Mamiconi.
Cap a l'any 363 Meruzanes Arzeruni (junt amb Vardanes Mamiconi) va passar a Pèrsia amb Sapor II (309-379). El 368 la traïció de Meruzanes Arzeruni, que va guiar als perses cap Armènia, els va permetre atacar pel sud, per Altzniq i Dzophq, on van saquejar les tombes reials i van ocupar Tigranocerta. Meruzanes va ser governador d'Armènia del 368 al 369. Segons Moisès de Khorèn, Simbaci Bagratuní, lloctinent de Musel I Mamiconi el cap nacional, va fer presoner a Meruzanes Arzeruni i el va castigar posant-li una corona de ferro roent al cap que el va matar, però segons Faust de Bizanci, Meruzanes es va penedir abans de la batalla i va retornar al camp armeni, i no va morir fins força després.
L'any 414, Savaspes Arzeruni es va oposar al príncep sassànida Shapuh d'Armènia que perseguia els cristians, i la família es va haver d'exiliar a l'Imperi Romà d'Orient, però aviat van tornar. L'any 482 els Arzerunis, després de vacil·lacions, van entrar a la rebel·lió nacional.
Cap al 596 el nakharar Vardanes Arzeruni, i molts altres, van ser cridats a la cort del rei persa. Aquests nakharark van ajudar el rei a combatre el seu oncle rebel Vishtahm, que va ser derrotat en una batalla prop de Rayy. Als voltants del 598 Varazshapuh Arzeruni també combatia pel rei persa.
En la guerra romano-sassànida, els perses van fer presoner el nakharar Vasaces Arzeruni, que havia pres partit pels romans d'Orient, i que va morir crucificat a la ciutat de Cesarea de Capadòcia l'any 611. La ciutat va ser evacuada a l'arribada d'un exèrcit romà.
El 656 els Arzerunis que havien estat lleials als àrabs en la lluita contra els romans d'Orient, van veure incrementat el seu patrimoni, i els abans poderosos Reixtuní van perdre el Beznunik i van quedar com a vassalls dels Arzerunis. El 705 el Califa va decidir eliminar els nakharark i entre els assassinats hi havia Gregori i Kurion Arzeruni. Va portar els seus fills a Damasc per ser educats sota la fe musulmana l'any 706.
Cap al 752 el governador àrab, Al-Mansur, que era germà del califa, va donar les possessions dels bagràtides a Baspracània als Arzerunis, que ja hi tenien possessions, i que des de llavors hi van exercir l'hegemonia.

## Prínceps i reis
El 773 els Amatuní i els Teruni es van convertir en els seus vassalls. Van heretar el 867 el Principat d'Andzevatsik. Entre el 772 i el 890, van estendre el seu govern a tot Baspracània i als prínceps Bagràtides de Kogovit i de Tamoritis, i al segle xi al príncep bagràtida de Moxoene. El 908, amb Khachcik-Gaguik Arzeruni, van assumir el títol de reis de Baspracània. El 1021, sota la doble pressió de les invasions dels seljúcides i la diplomàcia romana d'Orient, el rei Senaquirim-Joan Arzeruni va abdicar a favor de l'emperador Basili II, i va rebre uns dominis en compensació a Capadòcia mentre el seu regne es va convertir en una província romana d'Orient. Després d'haver tingut un breu paper en la formació d'Armènia en l'exili i haver governat Tars en nom de l'emperador, la casa dels Arzerunis va desaparèixer de la història.
Per a la història entre el segle viii i el xi, vegeu Baspracània.

## Llista de nakharark Arzerunis[a][3]
- Vatxè, potser del 320 al 345. Se'l cita l'any 314.
- domini de la corona armènia del 345-355. Massacre dels Arzerunis per Tigranes VII d'Armènia
- Savaspes (fill de Vatxè), segurament entre el 355 i el 360. Se'l menciona els anys 357 i 358
- Meruzanes (fill), cap als anys 355 i 369 o 371
- Babken o Babik (fill), potser el 369 o 371 fins al 410
- Vasaces, cap al 390
- Alan (fill) ?
- Vatxè (fill), segurament del 410 al 430
- Mershapuh (fill), cap el 430 i el 460
- Savaspes, potser el 415
- Vatshé, vers el 428 spandarat vers el 428
- Nershapuh, cap al 440
- Savaspes, cap al 450
- Arshavir, cap al 450
- Meruzanes, potser el 451
- Khoren, potser també el 451
- Apersam, també el 451
- Shengin, també el 451
- Barkev, potser el 451
- Tadjat, vers 451
- Iashkur, cap al 483
- Isaac, cap al 485
- Desconeguts entre el 500 i el 596
- Vardan, segurament el 596
- Varashapuh, cap al 598
- Vasaces, mort el 611
- Desconeguts entre el 600 i el 680
- Gregori, entre el 680 i 705 aproximadament
- Korion, mort el 705
- Baanes (fill de Grigor) entre el 705 i el 742
- Isaac (fill) 742-768
- Hamazaspes (germà) potser entre el 754 i el 768
- Hamazaspes (fill d'Isaac) 768-786
- Gaguik (germà d'Isaac i Hamazasp) 768-?
- Hamazaspes (fill), entre el 771- i el 78 (sol 772-773)
- Isaac (germà), entre el 771-772 i 773-778 (mort 778)
- Meruzanes (germà) cap al 773-778, sol 778-785
- vacant 785-788
- Diversos prínceps entre el 788 i el 826
- Asoci (fill d'Hamazasp) dues vegades, entre el 826 i 852 i el 859 i 875
- Gurguèn (germà) 852-853
- Vasaces Kovaker (fill) 854
- Gurguèn Apupelsh (fill d'Asoci) 854-857
- Gregori Derenik (germà) 857-859
- Asoci (restaurat) 859-875
- Gregori Derenik (segona vegada) 875-885
- Sargis-Asoci (fill) 885-904
- Gaguik Abu Morvan, regent i usurpador 885-897
- Gaguik (germà de Sargis Asoci) 904-936, rei des del 908
- Gurguèn (germà) 904-916
- Asoci-Derenik (fill de Gaguik) 936-953
- Hamazasp-Abusahl (germà) 953-972
- Asoci-Isaac (fill) 972-983
- Senaquerim (fill) 983-1028 (rei a Sebaste 1022-1026)
- Gurguèn Khatxik (germà) (de Mardastan i Antzevatsiq 963-997)
- Atom (fill) (al Andzevatsik del 997 fins a almenys el 1023)
- Nicèfor Comnè (estrateg de Baspracània 1022-1027)
- David (fill de Senaquirim) 1026-1065
- Atom (fill) 1065-1081
- Abusahl (germà) 1065-1081
- Ocupació romana d'Orient 1081-1083
- Ocupació seljúcida 1083

### Branca d'ishkhans a Karin i Sasun
- - Desconeguts 1021-1160
  - Qurd entre el 1160 i el 1190 aproximadament
  - Sadun potser del 1190 al 1210
  - Sherbaruk entre el 1210 i el 1230
  - Sadun entre el 1230 i el 1260
  - Ocupació dels mongols el 1260